# تپه سگوند
تپه سگوند مربوط به دوران‌های تاریخی پس از اسلام است و در شوش، شهرک بهرام واقع شده و این اثر در تاریخ ۱ آذر ۱۳۷۸ با شمارهٔ ثبت ۲۵۱۰ به‌عنوان یکی از آثار ملی ایران به ثبت رسیده است.